# Condado de Red Lake
O Condado de Red Lake é um dos 87 condados do estado americano de Minnesota. A sede do condado é Red Lake Falls, e sua maior cidade é Red Lake Falls. O condado possui uma área de 1 120 km² (dos quais 0 km² estão cobertos por água), uma população de 4 299 habitantes, e uma densidade populacional de 4 hab/km² (segundo o censo nacional de 2000). O condado foi fundado em 1896.

## Geografia

### Condados Adjacentes
- Condado de Pennington (Norte)
- Condado de Polk (Sul, Este e Oeste)

### Localidades do Condado
- Brooks
- Dorothy
- Garnes
- Huot
- Oklee
- Perault
- Plummer
- Red Lake Falls
- Terrebonne
- Wylie